# Carex breweri
Carex breweri är en halvgräsart som beskrevs av Francis M.B. Boott. Carex breweri ingår i släktet starrar, och familjen halvgräs. Inga underarter finns listade i Catalogue of Life.